# Appalachian State University

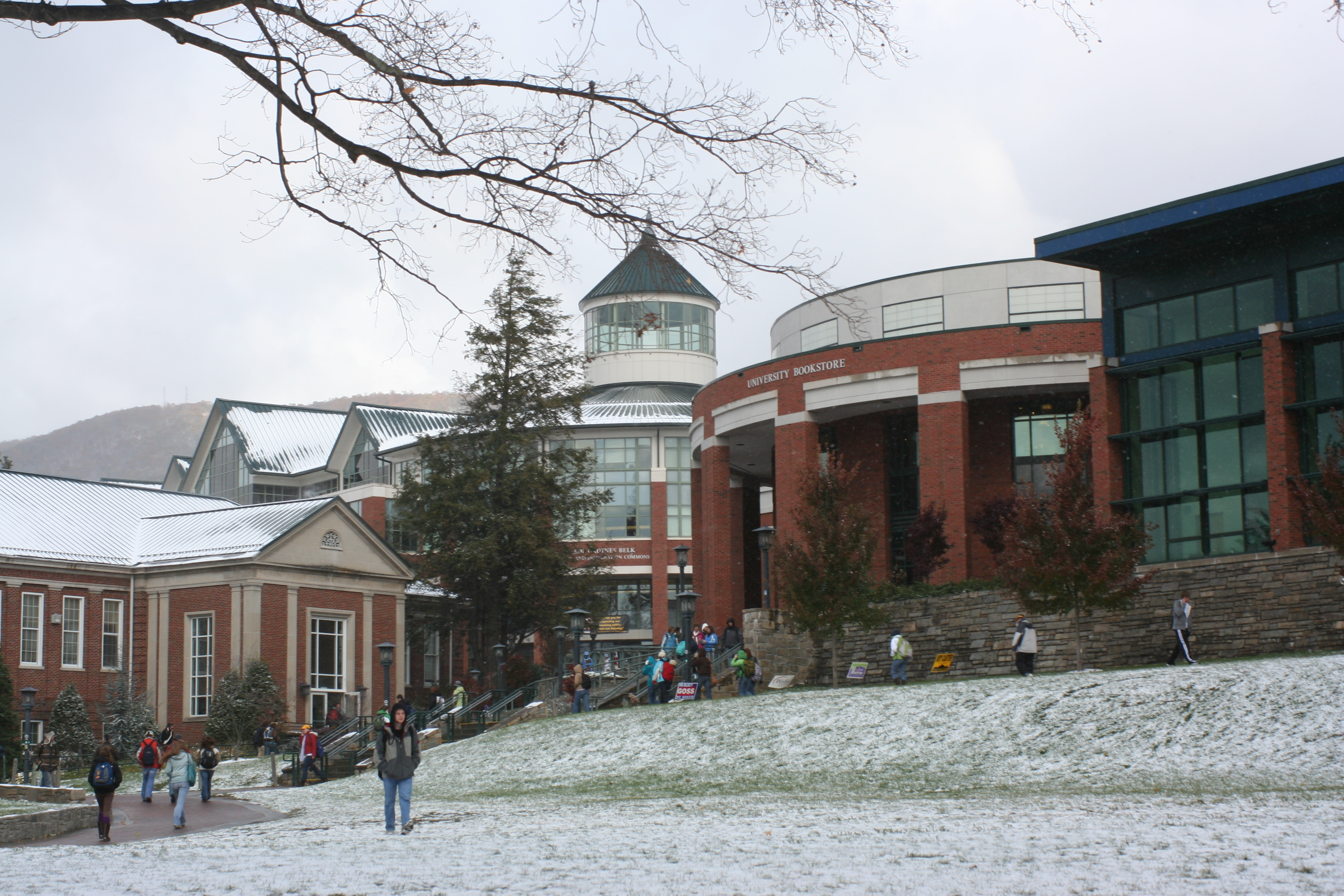
Campus der Appalachian State University

Die Appalachian State University (auch AppState, ASU oder App genannt) ist eine staatliche Universität in Boone im US-Bundesstaat North Carolina. Die Hochschule wurde 1899 gegründet, seit 1972 ist sie Teil der University of North Carolina. Derzeit sind an der AppState 14.653 Studenten eingeschrieben. Die Leitung hat Sheri Everts (Chancellor) inne.

## Fakultäten
- Schöne und Angewandte Künste
- Geistes- und Naturwissenschaften
- Cratis D. Williams Graduate School
- Pädagogik (Reich College of Education)
- Musik (Mariam Cannon Hayes School of Music)
- Wirtschaftswissenschaften (Walker College of Business)

## Sport

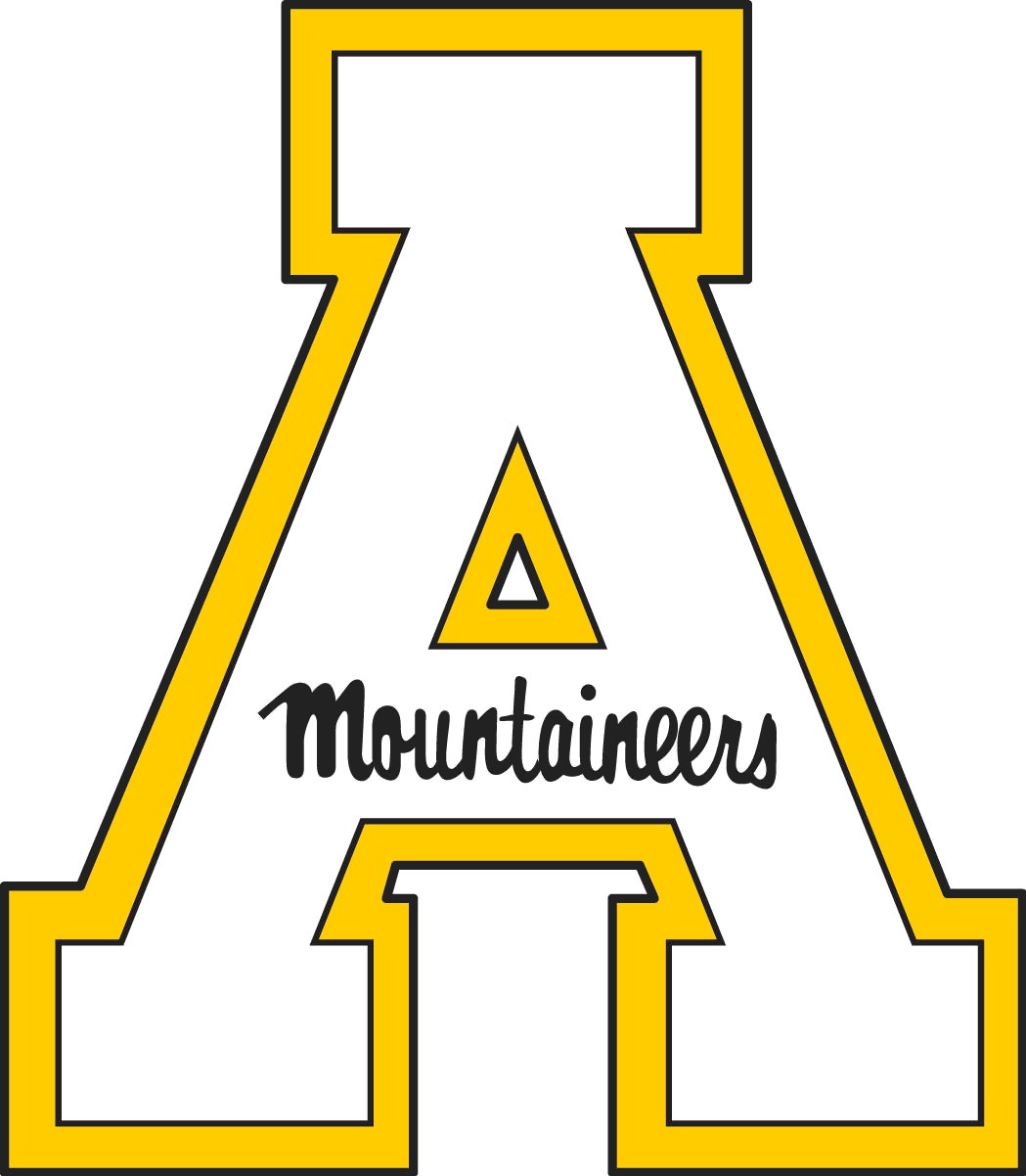
Logo der Appalachian State Mountaineers

Die Sportteams sind die Mountaineers. Die Hochschule ist seit 2014 Mitglied in der Sun Belt Conference.
Im Footballspiel Appalachian State Mountaineers – Michigan Wolverines 2007 schlugen die Außenseiter von der Appalachian State die weit überlegene Mannschaft von der University of Michigan.

## Persönlichkeiten
- James Edgar Broyhill (* 1927 – 2023) – Gründer der Broyhill Furniture Industries, Inc.
- Stanley South (* 1928 – 2016) – Amerikanischer Archäologe; Autor von "Method and Theory in Historical Archaeology"
- Howard Coble (* 1931 – 2015) – Ehemaliger US-Kongressabgeordneter aus North Carolina
- Royce Shingleton (* 1933 – 2016) – US-amerikanischer Professor und Autor
- Don Cardwell (* 1935 – 2008) – MLB-Pitcher und Gewinner der World Series 1969
- Henry Giroux (* 1943) – US-amerikanischer Wissenschaftler und Mitbegründer der kritischen Pädagogik
- Sam Adams (* 1946) – US-amerikanischer  Golfprofi auf der PGA Tour
- Charles Frazier (* 1950) – Romanautor, bekannt für „Cold Mountain“
- David Weber (* 1952) – US-amerikanischer Science-Fiction- und Fantasyautor
- Franklin Graham (* 1952) – US-amerikanischer evangelikaler Pastor und Evangelist; Sohn von Billy Graham
- Jennifer E. Alley (* 1953) – Ehemalige College-Basketballtrainerin
- Alvin Gentry (* 1954) – Ehemaliger NBA-Trainer (Miami Heat, Detroit Pistons, Los Angeles Clippers, Phoenix Suns, New Orleans Pelicans)
- Steven M. Greer (* 1955) – US-amerikanischer Ufologe
- Chris Swecker (* 1956) – Ehemaliger Assistant Director des FBI; Leiter der Unternehmenssicherheit bei Bank of America
- Robert P. Ashley Jr. (* 1960) – Ehemaliger Generalleutnant der US-Armee und Direktor der Defense Intelligence Agency
- Eustace Conway (* 1961) – US-amerikanischer Naturforscher und Protagonist des Buches „The Last American Man“
- Stephen J. Dubner (* 1963) – US-amerikanischer Autor und Wirtschaftsjournalist
- Laura Wright (* 1964) – Gründerin des akademischen Feldes der Vegan Studies
- Harry L. Williams (* 1964) – Präsident und CEO des Thurgood Marshall College Fund
- Björn Nittmo (* 1966) – ehemaliger schwedischer American-Football-Spieler in der NFL für die (New York Giants)
- Mike Frier (* 1969) – US-amerikanischer American-Football-Spieler in der NFL für die (Seattle Seahawks und Cincinnati Bengals)
- Andrew Hubner (* 1970) – US-amerikanischer Romanautor
- Harold Alexander (* 1970) – US-amerikanischer American-Football-Spieler in der NFL für die (Atlanta Falcons)
- Ted Budd (* 1971) – US-amerikanischer Politiker
- Melissa Morrison-Howard (* 1971) – US-amerikanische Hürdenläuferin (Bronze, Olympische Spiele 2000 & 2004)
- Dexter Coakley (* 1972) – US-amerikanischer American-Football-Spieler in der NFL für die (Dallas Cowboys und St. Louis Rams)
- Matt Stevens (* 1973) – US-amerikanischer American-Football-Spieler in der NFL für die (Buffalo Bills), (Philadelphia Eagles) und (Washington Redskins)
- Tim Pratt (* 1976) – US-amerikanischer Science-Fiction- und Fantasy-Autor; Gewinner des Hugo Award
- Eric Church (* 1977) – US-amerikanischer Countrysänger und Songwriter
- Corey Hall (* 1979) – US-amerikanischer American-Football-Spieler in der NFL für die (Atlanta Falcons)
- David Furr (* 1980) – US-amerikanischer Schauspieler, Tony-Award-Nominierter
- Jason Hunter (* 1983) – US-amerikanischer American-Football-Spieler in der NFL für die (Denver Broncos)
- Whitney Thore (* 1984) – US-amerikanische Fernsehpersönlichkeit
- Corey Lynch (* 1985) – US-amerikanischer American-Football-Spieler in der NFL für die (Cincinnati Bengals) und (Tampa Bay Buccaneers)
- Charlotte Flair (* 1986) – US-amerikanische Wrestlerin; Tochter von Ric Flair (ohne Abschluss; wechselte zur North Carolina State University)
- Daniel Kilgore (* 1987) – US-amerikanischer American-Football-Spieler in der NFL für die (San Francisco 49ers), (Miami Dolphins) und (Kansas City Chiefs)
- Dexter Jackson (* 1988) – US-amerikanischer American-Football-Spieler in der NFL für (Tampa Bay Buccaneers)
- Armanti Edwards (* 1988) – US-amerikanischer American-Football-Spieler in der NFL für die (Carolina Panthers) und (Cleveland Browns)
- Brian Quick (* 1989) – US-amerikanischer American-Football-Spieler in der NFL für die (Los Angeles Rams) und (Washington Redskins)
- Ryan Ellis (* 1989) – US-amerikanischer NASCAR-Cup-Serie-Fahrer
- D. J. Smith (* 1989) – US-amerikanischer American-Football-Spieler in der NFL für die (Green Bay Packers) und (Houston Texans)
- Luke Combs (* 1990) – US-amerikanischer Country-Sänger
- Demetrius McCray (* 1991) – US-amerikanischer American-Football-Spieler in der NFL für die (Jacksonville Jaguars) und (Oakland Raiders)
- Ronald Blair (* 1993) – US-amerikanischer American-Football-Spieler in der NFL für die (San Francisco 49ers) und (New York Jets)
- Colby Gossett (* 1995) – US-amerikanischer American-Football-Spieler in der NFL für die (Arizona Cardinals), (Cleveland Browns) und (Atlanta Falcons)
- Akeem Davis-Gaither (* 1997) – US-amerikanischer American-Football-Spieler in der NFL für die (Cincinnati Bengals)
- Darrynton Evans (* 1998) – US-amerikanischer American-Football-Spieler in der NFL für die (Tennessee Titans) und (Chicago Bears)
- Shemar Jean-Charles (* 1998) – US-amerikanischer American-Football-Spieler in der NFL für die (Green Bay Packers), (San Francisco 49ers) und (New Orleans Saints)
- D'Marco Jackson (* 1998) – US-amerikanischer American-Football-Spieler in der NFL für die (New Orleans Saints)
- Cooper Hodges (* 1999) – US-amerikanischer American-Football-Spieler in der NFL für die (Jacksonville Jaguars)
- Nick Hampton (* 2000) – US-amerikanischer American-Football-Spieler in der NFL für die (Los Angeles Rams)